# 木厂镇 (马关县)
木厂镇，是中华人民共和国云南省文山壮族苗族自治州马关县下辖的一个乡镇级行政单位。

## 行政区划
木厂镇下辖以下地区：
木厂村、杨茂松村、底麻村、堡堡寨村、大坝村、湖广寨村、老王寨村、付家寨村、马西村、博车村和水尾村。